# Angela Cona
Angela Cona (soms ook gespeld als Kona), eigenlijke naam Engeline Westerhuis (Usquert, 14 januari 1891 - Winsum, 15 mei 1984), was een Nederlandse operazangeres.
Angela Cona werd geboren in het Groningse Usquert als dochter van een herenboer. In dat milieu was het gewoonte om binnen eigen kring te trouwen, maar Cona had als droom zangeres te worden. Als kind zong ze zal graag.
Ondanks haar opera-ambities ging Cona in Arnhem naar een meisjesschool voor de gegoede stand. Uiteindelijk lieten haar ouders haar toch naar Amsterdam gaan, om daar aan het conservatorium te studeren. Aanvankelijk werd ze daar afgewezen, maar na een jaar lang bijspijkeren werd ze toch aangenomen. Na haar afstuderen bleef ze in Amsterdam wonen om les te geven. Zonder financiële steun van haar ouders redde ze het niet, en in 1921 woonde ze officieel weer in Usquert.  
Ze reisde veel naar onder andere Parijs om lessen te nemen en vestigt zich uiteindelijk in Den Haag, waar ze lesgeeft en meezingt in een kwartet. In Den Haag maakte ze kennis met de Italiaanse Operazangeres Gemma Bellincioli, van wie ze ook les kreeg. De twee zangeressen raakten bevriend, en dat luidde de internationale carrière van Cona in.
Angela Cona was een nicht van Groningse kunstenaar Fré Jeltsema.